# Tyśja (przystanek kolejowy)
Tyśja (ros. Тысья) – przystanek kolejowy w miejscowości Tyśja, w rejonie spasskim, w obwodzie riazańskim, w Rosji. Położony jest na linii Moskwa – Riazań – Samara.
Dawniej stacja kolejowa.